# International Music Score Library Project
International Music Score Library Project (IMSLP, česky Mezinárodní projekt knihovny hudebních partitur) je projekt, jehož cílem je vytvoření virtuální knihovny veřejně přístupných hudebních partitur, fungující na principu wiki. Od spuštění 16. února 2006 do ní bylo uloženo přes 41 000 partitur okolo 19 000 skladeb od více než 2 500 skladatelů, čímž se zařadila k největším archivům partitur veřejně přístupným přes internet. Projekt využívá software MediaWiki a poskytuje tak přispěvatelům známé uživatelské prostředí v šestnácti světových jazycích.

## Historie

### Přehled
Projekt byl spuštěn 16. února 2006. Knihovnu tvoří zejména skenovaná stará vydání partitur, na něž se již nevztahuje ochrana autorských práv. Kromě toho je možno zde ukládat notové záznamy současných skladatelů, kteří si přejí poskytovat svoje skladby veřejnosti pod licencí Creative Commons. K hlavním cílům IMSLP patří setřídění a nahrání celého díla J. S. Bacha vydaného v letech 1851–1899 Bachovou společností. Dále je k dispozici téměř celé dílo F. Chopina a F. Liszta.
Kromě digitálního ukládání partitur může IMSLP poskytovat služby také jako hudební encyklopedie, do níž lze nahrávat různé verze historických vydání not téže skladby doplněné muzikologickými analýzami a komentáři hudebních historiků.
Databázi IMSLP oficiálně doporučuje MIT, jenž ji také v mnoha případech používá ve svých výukových programech OpenCourseWare. Jako vhodný zdroj ji též navrhují četné americké konzervatoře a univerzity.

### Přerušení provozu
IMSLP přerušil 19. října 2007 svůj provoz poté, co proti němu vzneslo právní námitky vídeňské nakladatelství Universal Edition. V doprovodném dopise bylo vysvětleno, že některá díla jsou veřejně přístupná v Kanadě, kde je umístěn počítač archivu a kde k nim autorská práva zanikla 50 let po smrti autora, v jiných zemích však zaniknou teprve 70 let po jejich smrti, jsou zde však prostřednictvím archivu přístupná. Administrátor archivu, vystupující pod přezdívkou Feldmahler, se rozhodl službu zavřít, ponechal však v provozu diskusní fórum, aby bylo možno hledat nejlepší řešení situace.
V reakci na tento krok nabídl svoji podporu s cílem zachování projektu ředitel projektu Gutenberg Michael S. Hart. Feldmahler tuto nabídku odmítl, přičemž vyslovil své znepokojení nad tím, že by projekt měl být umístěn v USA, a vstoupil do kontaktu s kanadskou pobočkou projektu Gutenberg. Dne 2. listopadu 2007 napsal pro BBC článek Michael Geist, kanadský akademik zabývající se autorským právem, v němž rozebral specifické aspekty a širší dopady tohoto případu.
Archiv IMSLP byl znovu zprovozněn 30. června 2008.

## Podobné projekty
- Projekt Mutopia – zaměřený na vysázené partitury
- Choral Public Domain Library – zaměřený na sborovou a vokální hudbu
- Werner Icking Music Archive – zaměřený na nejstarší hudbu